# Buchères
Buchères ist eine Gemeinde mit 1.959 Einwohnern (Stand 1. Januar 2022) im französischen Département Aube. Der Ort liegt am Fluss Hozain.

## Geschichte
Am 24. August 1944 haben Männer der 51. SS-Brigade ein Gemetzel angerichtet, bei dem 68 Menschen getötet wurden. Darunter waren 10 Kinder jünger als zehn Jahre, 5 alte Leute über siebzig, 35 Frauen und drei Säuglinge im Alter von 18, 11 und 6 Monaten.

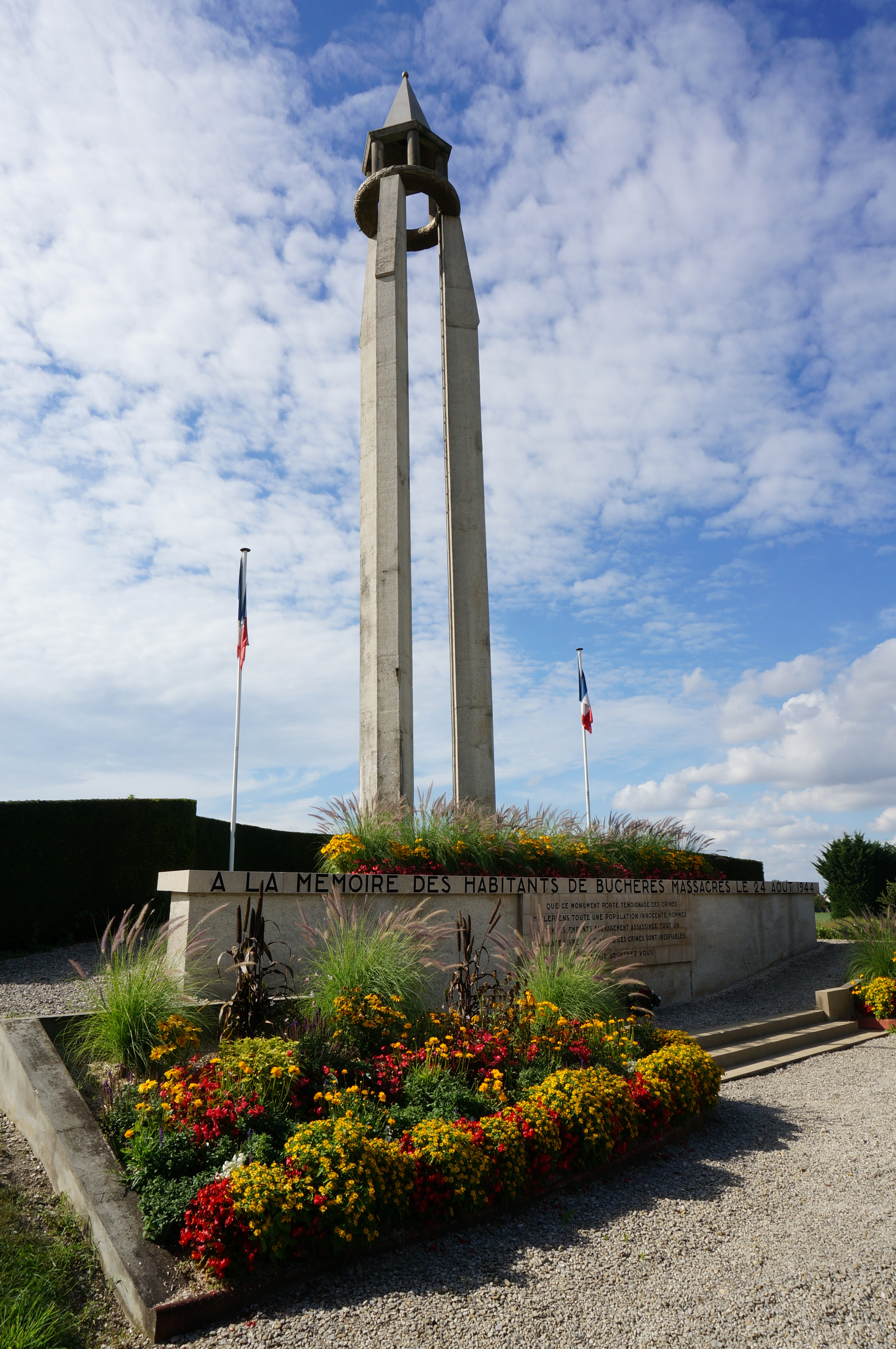
Kriegerdenkmal

### Bevölkerungsentwicklung
| Jahr                       | 1962 | 1968 | 1975 | 1982 | 1990 | 1999 | 2006 | 2018 |
| Einwohner                  | 602  | 727  | 1072 | 1314 | 1328 | 1345 | 1394 | 1764 |
| Quellen: Cassini und INSEE |      |      |      |      |      |      |      |      |

## Bibliografie
- Crimes allemands : Le Martyre de Buchères (Aube) : 24 août 1944, Troyes : Grande impr. de Troyes, 1945, 48 p., ill.[2]
- Roger Bruge: 1944, le temps des Massacres. Les crimes de la Gestapo et de la 51e Brigade SS. Albin Michel, Paris 1994, ISBN 2-226-06966-6